# Polská heraldika

Společný herb Polska a Litvy – Polská orlice: 1. a 4. pole; Litevský Vytis 2. a 3. pole

Polská heraldika je v Evropě ojedinělá, jelikož užívá odlišná znamení, než v jiných částech Evropy. Někteří odborníci přikládají původ polských herbů starým runám. Vznik herbu se datuje kolem 13. století.
Herb je charakterizován určitými odlišnostmi od středo- a západoevropských erbů. Samotné slovo je odvozeno od českého výrazu "erb",[zdroj?] který je zase převzat z německého výrazu "Erbe", znamenajícího "dědic". Typické rysy polských herbů: mají svůj název, patří k nim často také bojový pokřik/pokrzyk, jsou společné pro několik, několik desítek i několik set rodů, a obvykle je tvoří pouze štít, přilba a klenot.

## Pravidla
Polská heraldika je především heraldikou šlechtickou, což je dáno rolí polské šlechty a počtem erbů šlechty ve starém Polsku a v obecném vnímání téměř monopolem šlechty na vlastnictví erbů. Měšťanský erb je v Polsku znám, ale nebyl stejně ctěn jako šlechtický, což souvisí také s nižší rolí měšťanstva v Rzeczi pospolité. Měšťanský erb byl poněkud pohrdlivě nazýván herbikiem a kromě nečetných výjimek nebyly měšťanské erby v Polsku udělovány bez udělení šlechtictví na rozdíl od německé a středoevropské praxe (do 19. století). Stavovská rovnost šlechty vedle k tomu, že heraldika polské šlechty byla zbavena prvků, které by tuto rovnost (obdobně jako v české stavovské monarchii) v Rzeczypospolitej byly zakázány zahraniční šlechtické tituly a řády, a také jejich umisťování v erbech.
V erbu je většinou jen jedno pole. Také se zde neobjevují kožešiny. Tinktury musely být podle polských pravidel ve shodě se skutečnými barvami (zlatý lev, zelený strom…). Ani víc tinktur se nespojovalo. Typické je neužívání hodnostních korun až do 19. století, netypické byly heroldské figury (jsou vzácnější a spíše u rodů cizího původu, jako je herb Nabram čili Waldorff – 5x černě a stříbrně polceno).
Jedinou zvykově přijatou korunou v erbu byla šlechtická koruna, která byla neodmyslitelnou součástí polských šlechtických erbů. Ze zachovaných památek jsou známy i případy erbů bez korun.
Jedinou výjimkou ze zásad rovnosti bylo připuštění knížecího titulu pro nepočetnou skupinu dynastických knížat z rodu Piastovců, litevsko-ruských a tatarských. Rozdíl byl čistě čestný, nebyla s ním spojena žádná privilegia. Tyto rody užívaly v erbu knížecí klobouk (v Polsku nazýván „knížecí mitrou“), často na přílbě, ale nebylo tomu tak vždy. Tituly jako hraběcí se v Polsku rozšířily až v jednotlivých záborech po jeho rozdělení.
Málo se používaly honosné kusy, jako štítonoši a devizy (hesla).
Složené erby / Herby złożone – v polské heraldice se objevovaly čtvrcené štíty, ale nepředstavovaly nové erby, vzniklé kombinací starých, ale krevní svazky – erby rodičů, manželů či dědů – jako ekvivalent erbovního vývodu. Kombinaci zemských znaků najdeme v Polsku jen v heraldice královské/státní a knížecí (jednotlivé větve Piastovců).

## Prvky herbu

### Heraldické figury/ Godła heraldyczne
Charakteristickým rysem polských erbů je opakování figur podkov, křížů, střel (bez opeření), půlměsíců, hvězd. To se stalo základem pro již překonanou teorii Franciszka Piekosińského o runovém původu polských erbů. Často lineární charakter řady polských godeł se obvykle odvozuje od kmenových znaků vlastnictví, používaných jako cejchy (vypalovaly se do stromů, lodí, hraničních sloupů, do kůže dobytka apod.). Erby v západní Evropě vznikly jako objekty malované na štítech, odtud větší bohatství a plastičnost erbovních figur. Polským godłům podobná znamení se objevila i u sousedních národů Litvy a Ukrajiny ještě před jejich spojením s Rzeczpospolitou. Někteří heraldikové údajně odvozují původ polských godeł v polských, litevských a ukrajinských erbech o sarmatských „tamg“. Přestože některé erby rodů původu tatarského, litevského a ukrajinské nepochybně pochází od tamg, zobecňovat tuto teorii na celou polskou heraldiku se dnes již považuje za překonané. V polské heraldice se zřídka objevují heroldské figury.
Specifické polské figury
- krzywaśń / „křivka“ – figura, připomínající obrácené „S“ (řeka);
- krzyż kawalerski / „rytířský kříž“ – tlapatý kříž nejčastěji zlatý (patee);
- łękawica / „blesk“ – figura ve tvaru litery „W“; dvakrát lomené volné břevno;
- nałęczka – ovinutí hlavy, šátek – herb Nałęcz;
- orłek – orlice bez ocasu;
- osmorog – kříž rozeklaných ramen;
- paprzyca – mlýnský kámen;
- połulew – horní polovina lva (nebo pravá/levá polovina lva pro tvoření heraldických nestvůr, jako połuorzeł-połulew). Analogicky połujeleń, połuniedźwiedź atd;
- pomłość – slaměný vích (povříslo) stočený do písmene „O“;
- szaszor – orlice bez hlavy;
- trójwzgórze / „trojvrší“ – návrší o třech vrcholech;
- wilczekosy – ostří kos, složené symetricky do tvaru písmene „O“;
- zawiasa / „závěs“ – závěs na kotel ve tvaru „U“.

Výraz "godło" byl někdy v novodobé polské praxi mylně používán ve smyslu "znak", například "Godło Polskej Rzeczypospolitej Łudowej".

### Klenoty/Klejnoty herbowe
Klenoty jsou v polském prostředí výrazně chudší než v západní Evropě. Nejčastěji se opakují pštrosí či paví pera. Je to ale výsledek nevědomosti sestavovatelů polských erbovních knih, kteří při tisku používali jednotných šablon. V úpadkových zobrazeních z pozdějších dob často najdeme přílby bez přikryvadel.

### Tinktury/Barwy herbowe
V polské praxi se zbarvení figur i polí často blížilo realitě. Tak půlměsíce a hvězdy bývaly zlaté a stříbrné, nejčastěji v modrém, lvi zlatí v červeném nebo modrém, medvědi černí ve zlatém apod. Zelená barva se vyskytovala méně, kožešiny (hermelín, sobol, popeličina) prakticky vůbec ne. Došlo-li během historie ke změně tinktury, zejména barvy štítu, nepovažovalo se to za změnu erbu, někdy dokonce ani za jeho obměnu (některé erby jsou známy s červeným i modrým polem, s břevnem kosmým i šikmým – herb Dryja)!

### Pokřik/Zawołanie
Zawołanie je „akustickým prvkem“ polské heraldiky vedle vizuálních prvků (erbu). Pokřik se používá také jako druhé označení erbu. Jde o památku na bojová hesla, jimiž se svolávali příslušníci jednoho „klanu“, tedy šlechtici, bojující pod stejným erbem a korouhví, a užívající stejného „herbu“, do boje. Na rozdíl od západní Evropy se v erbu obvykle nezobrazovaly (jinak by bylo jejich místo na stuze nad štítem).

## Herby a jejich původ[2]
| Jméno rodu | rok založení | další jména                                                      | erb |
| Lis        | 1257         | Lisy, Lisowie, Bzura, Mzura, Murza, Strempacz, Orzi-Orzi, Vulpis |     |
| Topór      | 1259         | Bipenn, Kołki, Starża, Wścieklica, Wronowski, Paczensky          |     |
| Dryja      | 1276         | Drya, Dricziki, Mutina, Mutyna                                   |     |
| Nowina     | 1293         | Złotogoleńczyk, Zawiasa                                          |     |

Rody měly i společný pokřik – zawolanie, okrzyk. Každý polský herb má své jméno:
- a) z válečného pokřiku (Leliwa, Nabram – tj. Na bramę! Často však jen alternativní název – Swieboda = Gryf),
- b) ve shodě s erbovním obrazem (Kolumna – sloup, Łodzia – loď, Ciołek – býček, Łabędz – labuť, Junosza – beran, Gąska – husa, Starykoń – kůň se sedlem, Jeleń, Podkowa, Gryf, Topor – širočina, Oksza – jiný druh sekery),
- podle klenotu, který se liší od obsahu štítu (Jastrębiec – jestřáb, držící podkovu s křížem ze štítu – Bartoloměj Paprocký, Lis – liška),
- d) podle názvu předka, podle země, řek a jezer (Grzymala – praotec Grzymislaw, Sas – Sasko, Prus – Prusko, Dębno, Szreniawa),
- e) záhadného (dosud nevysvětleného) původu, vysvětlovaného často erbovními pověstmi (Odrowąż, Odrzywąs, čili Odřivous – erb pánů z Kravař a Sedlnických z Choltic, v Polsku rod Szydłowiecki; herb Wieniawa – v podstatě erb pánů z Pernštejna, ale ve zlatém poli – Stanislav I. Leszczyński).
- Své jméno nemají erby rodů novoštítných, zejména z doby vlády posledního polského krále Stanislava Augusta Poniatowského herbu Ciolek, kdy se používá u těchto erbovníků buď nově vytvořených umělých jmen nebo označení "herbu własnego."

## Erbovní rody/Ródy herbowe
Jen v Polsku se vyskytující zjev, kdy jednoho nezměněného erbu užívá několik, někdy i několik set rodů, které nejsou navzájem spřízněny. Jsou srovnatelné se skotskými klany. Podle názvu herbu pak lze například odlišit dva různé rody stejného příjmení: Někdejší polský prezident Bronisław Komorowski údajně pocházel z rodu hrabat Komorowských „herbu Wręby“, existuje však také teorie, že jeho předkové z litevského Wilkomiru/Ukmerge ve skutečnosti pečetili obměněným herbem Dołęga a že si nechali od úřadů v záboru potvrdit příslušnost ke vznešenějším Komorowským, „hrabatům Oravským a Liptovským“. V Polsku, zemi s největším počtem šlechticů, existovalo zprvu jen několik málo erbů (zprvu ne více, než 160), z nichž každý měl svůj název, někdy shodný s pokřikem. Rody téhož erbu tvořily tzv. ród herbowy, dnes srovnávaný s klanem. Tato erbovní společenství mohla svědčit i o společném původu nebo o původu ze stejného kraje. Vzájemně nespřízněné rody jednoho „ródu herbowego“ si často prokazovaly vzájemnou solidaritu. Ta zahrnovala dokonce i rody, které kromě bájného společného původu neměly nic společného, například rody k erbu adoptované (a tak nobilitované) nebo rody z litevské šlechty. Tyto rody z jednoho erbovního rodu se navzájem nazývali herbowni (klejnotni, współherbowni. Změna barvy pozadí nebo jiného detailu neznamenala vznik nového erbu, ale pouze "odmiany"/„obměny“ existujícího erbu/odmiana. Na erbovních rodech byl založen středověký systém organizace polských vojsk, zvaný systém korouhví/chorągwi. Rytíři, patřící k jedné korouhvi obvykle užívali její figuru a stejný erb.
Mezi nejpočetnější herby patří Jastrębiec, k němuž se počítá 563 rodin, dále Korab – 326 rodin, Lubicz – 323 rodin, Ślepowron – 302 rodiny (mj. Jaruzelští), Nałęcz – 278 rodin (např. Józef Konrad Korzeniowski, známý jako Joseph Conrad), Sas – 233 rodiny a Rawicz – 247 rodin. Kolem 100 rodů mají i erbovní rody Ciolek, Leliwa, Topór a Abdank (mj. též Bohdan Chmelnický).

Herb Ciołek
Herb Grzymała
Herb Jastrzębiec
Herb Leliwa
Herb Lis
Herb Topór